# Café Espacial
Café Espacial é uma revista em quadrinhos independente, editada por Sergio Chaves e por Lídia Basoli, que também conta com publicação de contos, entrevistas e artigos sobre cinema e fotografia.
Sua primeira edição foi lançada em outubro de 2007. Seu projeto é caracterizado acima de tudo pelo pluralismo artístico e diversidade de tendências, que repercutem na sinergia editorial da revista de modo singular.
A revista foi indicada para o Festival International de la Bande Dessinée d'Alger, quatro vezes a prêmios no Festival de Angoulême (principal evento mundial de quadrinhos, realizado anualmente na França) e já ganhou diversos prêmios brasileiros , como o Troféu HQ Mix de melhor publicação independente de grupo (sete vezes, entre 2009 e 2012, 2014, 2021 e 2023).
Em 2012, a 11ª edição da revista foi viabilizada através da plataforma de financiamento coletivo Catarse. Foi alcançado o valor de R$ 5.621,00 (do pedido original de R$ 5.000,00), utilizados para custos de impressão e transporte de gráfica. Os colaboradores ganharam edições da revista, adesivos, pôsteres e outros brindes.
O projeto editorial da Café Espacial foi concebido com base nas diretrizes do Jornalismo Alternativo, visando sempre contemplar trabalhos e ensaios autorais e com o compromisso de abrir espaço para novos artistas nacionais. Atualmente, a publicação encontra-se em sua 21ª edição.
A Café Espacial também já promoveu eventos culturais, como Cafeína Pura (evento de música realizado na cidade de Marília) e Prove Um Gole (exposição internacional de artes gráficas em homenagem aos cinco anos da revista, realizado em Marília e Beja).